# Lîșce, Luțk
Lîșce (în ucraineană Лище, poloneză Łyszcze) este localitatea de reședință a comunei Lîșce din raionul Luțk, regiunea Volînia, Ucraina.

## Demografie
Componența lingvistică a localității Lîșce
     Ucraineană (98,9%)
     Alte limbi (0,58%)
Conform recensământului din 2001, majoritatea populației localității Lîșce era vorbitoare de ucraineană (98,9%), existând în minoritate și vorbitori de alte limbi.